# Гцвихаба
Гчвихаба (англ. Gcwihaba) — пещеры на территории Северо-Западного округа Ботсваны. Пещеры относятся к разряду уникальных природных образований данного региона (в южной Африке пещеры сами по себе большая редкость).
Пещеры были частью ландшафта Калахари, по крайней мере в эпоху плейстоцена, около 2 миллионов лет назад. Они были образованы при просачивании водных потоков через доломитовые скалы. Вода привнесла в минеральный состав местных скал большое количество разнообразнейших солей и микроэлементов, в связи с этим стены от пола до потолка разукрашены различными цветами. Сами пещеры богаты большим количеством сталактитов и сталагмитов, некоторые из которых, имеют высоту достигающую десяти метров, также имеются много других необычных образований, таких как геликтиты. Область, где происходят эти пещеры и окружающие их равнины, составляет площадь около 2500 кв.км.
Племена Кунга впервые показали данные пещеры европейцам во главе с Мартинусом Дроцким в начале тридцатых годов двадцатого века.
В настоящее время пещеры преобразованы в зону культурного и фотографического туризма. В 2001 году все пещеры были провозглашены в качестве национальных памятников, которые находятся в ведении Национального музея памятников Республики Ботсвана. С 27 мая 2010 года пещеры Гчвихаба находятся в листе ожидания ЮНЕСКО для включения их в статус объектов Всемирного наследия.